# Vorläufige Vollstreckbarkeit
Vorläufige Vollstreckbarkeit bezeichnet die Möglichkeit, aus einem noch nicht rechtskräftigen Gerichtsurteil die Zwangsvollstreckung zu betreiben. Die Voraussetzungen, unter denen ein Urteil für vorläufig vollstreckbar erklärt werden kann, ergeben sich aus den §§ 708 ff. der Zivilprozessordnung (ZPO).

## Beispiel
Das Phänomen lässt sich einfach an folgendem Beispiel demonstrieren:
In einem Zivilprozess wird der Beklagte durch das erstinstanzliche Gericht verurteilt, an den Kläger einen Betrag von 4.000 € zu zahlen. Der Beklagte hat die Möglichkeit, gegen dieses Urteil Berufung einzulegen. Solange die Frist zur Einlegung der Berufung noch nicht abgelaufen ist, oder Berufung eingelegt wurde und das Berufungsgericht noch nicht entschieden hat, ist fraglich, ob dieser Richterspruch Bestand haben wird. Ähnliches gilt auch für andere Rechtsmittel, etwa die Revision gegen ein Berufungsurteil. In solchen Fällen kann der Kläger gleichwohl auch vor dem Ergehen einer rechtskräftigen Entscheidung die Zahlung des ihm zugesprochenen Betrages verlangen und gegebenenfalls mit den Mitteln des Zwangsvollstreckungsrechts durchsetzen, wenn das Urteil vorläufig vollstreckbar ist.

## Grundlagen
Das deutsche Zivilprozessrecht regelt das Problem in den § 708 ff. ZPO. Dabei wird den unterschiedlichen Interessen der Beteiligten in differenzierter Weise Rechnung getragen.
Ausgangspunkt der gesetzlichen Regelung ist zunächst, dass ein Urteil nur dann vorläufig vollstreckbar ist, wenn es durch das Gericht für vorläufig vollstreckbar erklärt wurde. Ohne eine solche Erklärung könnte die Zwangsvollstreckung also nur betrieben werden, wenn das Urteil rechtskräftig ist. Das Gericht muss jedoch eine Entscheidung über die vorläufige Vollstreckbarkeit fällen. Hierbei kann es anordnen, dass das Urteil entweder gegen Sicherheitsleistung oder ohne Sicherheitsleistung vorläufig vollstreckbar ist. Dabei benennt § 708 ZPO eine Reihe von Urteilen, die ohne Sicherheitsleistung für vorläufig vollstreckbar zu erklären sind, während § 709 ZPO bestimmt, dass andere Urteile nur gegen eine der Höhe nach zu bestimmende Sicherheit für vorläufig vollstreckbar zu erklären sind. Die Sicherheitsleistung kann auch aus einer Prozessbürgschaft eines deutschen Kreditinstituts bestehen (§ 108 ZPO).

## Sicherheitsleistung
Durch die Vorschriften über das Leisten von Sicherheit wird eine Verteilung des Insolvenzrisikos vorgenommen. Darf der Kläger aus einem Urteil nur vollstrecken, wenn er in Höhe des zu vollstreckenden Betrages Sicherheit leistet, so muss der Beklagte nicht besorgen, dass der Kläger den beigetriebenen Betrag nach einer für den Beklagten erfolgreich durchgeführten Berufung nicht mehr besitzt und daher nicht wieder herausgeben könnte. Bei der Sicherungsvollstreckung dürfen die gepfändeten Gegenstände deshalb erst nach Leistung der Sicherheit oder Rechtskraft des Urteils verwertet werden.
Bei den meisten Urteilen, die ohne Sicherheitsleistung für vorläufig vollstreckbar zu erklären sind, kann der Schuldner nach § 711 ZPO seinerseits die Vollstreckung durch Sicherheitsleistung abwenden. In dieser Konstellation wird der Schuldner davor geschützt, dass der Gläubiger während des andauernden Rechtsmittelverfahrens zahlungsunfähig wird.
Die Entscheidung über die vorläufige Vollstreckbarkeit ist Bestandteil des Urteilstenors.
Urteile eines Arbeitsgerichtes sind hingegen stets vorläufig vollstreckbar nach § 62 Abs. 1 Satz 1 ArbGG.